# Gaetano Abela
Gaetano Abela (Siracusa, 1778 – Palermo, 28 dicembre 1826) è stato un patriota italiano.

## Biografia
Dopo la restaurazione borbonica del 1821, divenne cospiratore carbonaro. Diede vita a tentativi militari, nelle zone attorno a Siracusa, soprattutto con lo scopo di separare la Sicilia dal Regno delle Due Sicilie. Arrestato, fu imputato di tentativi rivoluzionari e impiccato dopo una prigionia di cinque anni.